# Illes de Sotavent (Hawaii)

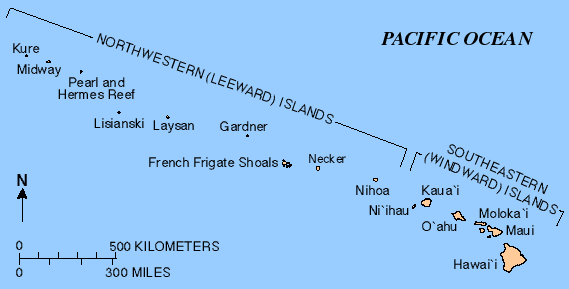
Les illes Hawaii

Les illes de Sotavent de Hawaii (en anglès: Northwestern Hawaiian Islands o Leeward Islands) són les illes, atols, esculls i bancs de sorra de l'arxipèlag de Hawaii situades al nord-oest de les illes Kauai i Niihau. Les illes són deshabitades i administrades per l'estat nord-americà de Hawaii, excepte l'atol Midway, que és administrat per l'US Fish and Wildlife Service, una oficina del Departament d'Interior nord-americà.

## Geografia
Les illes de Sotavent de Hawaii, d'est a oest i el nom hawaià entre parèntesis, són les següents:
- Kaula (Kaʻula)
- Nihoa (Moku Manu)
- Necker (Mokumanamana)
- French Frigate Shoals (Mokupāpapa)
- Gardner Pinnacles (Pūhāhonu)
- Escull Maro (Nalukakala)
- Laysan (Kauō)
- Lisianski (Papaʻāpoho)
- Pearl i Hermes (Holoikauaua)
- Midway (Pihemanu)
- Kure (Kānemilohaʻi)

Les illes de Sotavent es van formar sobre el mateix punt calent volcànic que ha format les illes de Sobrevent o illes majors de Hawaii. En desplaçar-se la placa del Pacífic cap al nord i nord-oest sobre el punt calent de l'escorça terrestre, les erupcions volcàniques van anar formant les illes. Les terres aïllades es van anar erosionant i enfonsant gradualment, convertint-se en illots, atols, esculls o bancs de sorra.

## Història
En les illes més properes a les illes majors de sobrevent, a Necker i Nihoa, hi ha alguns signes de presència polinèsia, però es creu que en cap de les illes va existir una població permanent. Els noms tradicionals hawaians en són Mokuakamohoaliʻi, Hanakaieie, Hanakeaumoe i Ununui, però no s'ha identificat a quines illes corresponen els noms. Els altres noms hawaians són moderns.
A pesar del seu aïllament, la presència humana ha tingut un gran impacte. Als primes anys del segle xx, es van matar centenars de milers d'ocells per abastar el mercat de barrets de plomes; a Laysan es van explotar els dipòsits de guano, i Midway va ser ocupat per milers de militars que van mantenir unes batalles decisives en la II Guerra mundial.
El 1909, el president Theodore Roosevelt va declarar la majoria d'illes com a reserva natural per protegir-ne els ocells. El 2000, el president Bill Clinton va crear la reserva de la Northwestern Hawaiian Islands Coral Reef Ecosystem Reserve per preservar els esculls de corall. En aquest moments, hi ha una proposta per a estendre-ho com a reserva marina.
Actualment, hi ha unes bases permanents d'investigadors científics a Midway, French Frigate Shoals i Laysan. No està permesa la visita de les illes, excepte per treballs científics i de conservació. La protecció de les illes recau en tres oficines: el U.S. Fish and Wildlife Service, del Departament d'Interior; la National Oceanic and Atmospheric Administration, del Departament de Comerç; i el Department of Land and Natural Resources, de l'estat de Hawaii.